# 香花乡
香花乡原属湖南省资兴市所辖乡。2012年4月撤销，香花乡、高码乡成建制合并设立程水镇。撤销前的香花乡下辖周源山社区、香花社区、星塘村、赤塘村、程江村、上芬村、镜圹村、柘木村、鹿桥村、香花村、石鼓村共计9行政村和2社区。

## 历史沿革
此地名“桂花树”，方言称桂花树为香花树，故名“香花”；乡政府沿用驻地名。1949年属城厢区，1956年属三都镇，1958年属蓼市公社，1959年属东江市，1962年设香花公社，1984年改为香花乡后一直沿用此名。香花乡政府驻香花，2012年撤销前行政区划代码431081200；辖香花、赤塘、石鼓、星塘、鹿桥、柘木、镜塘、上芬、程江9个行政村和香花、周源山煤矿2个社区。